# Caritas romana

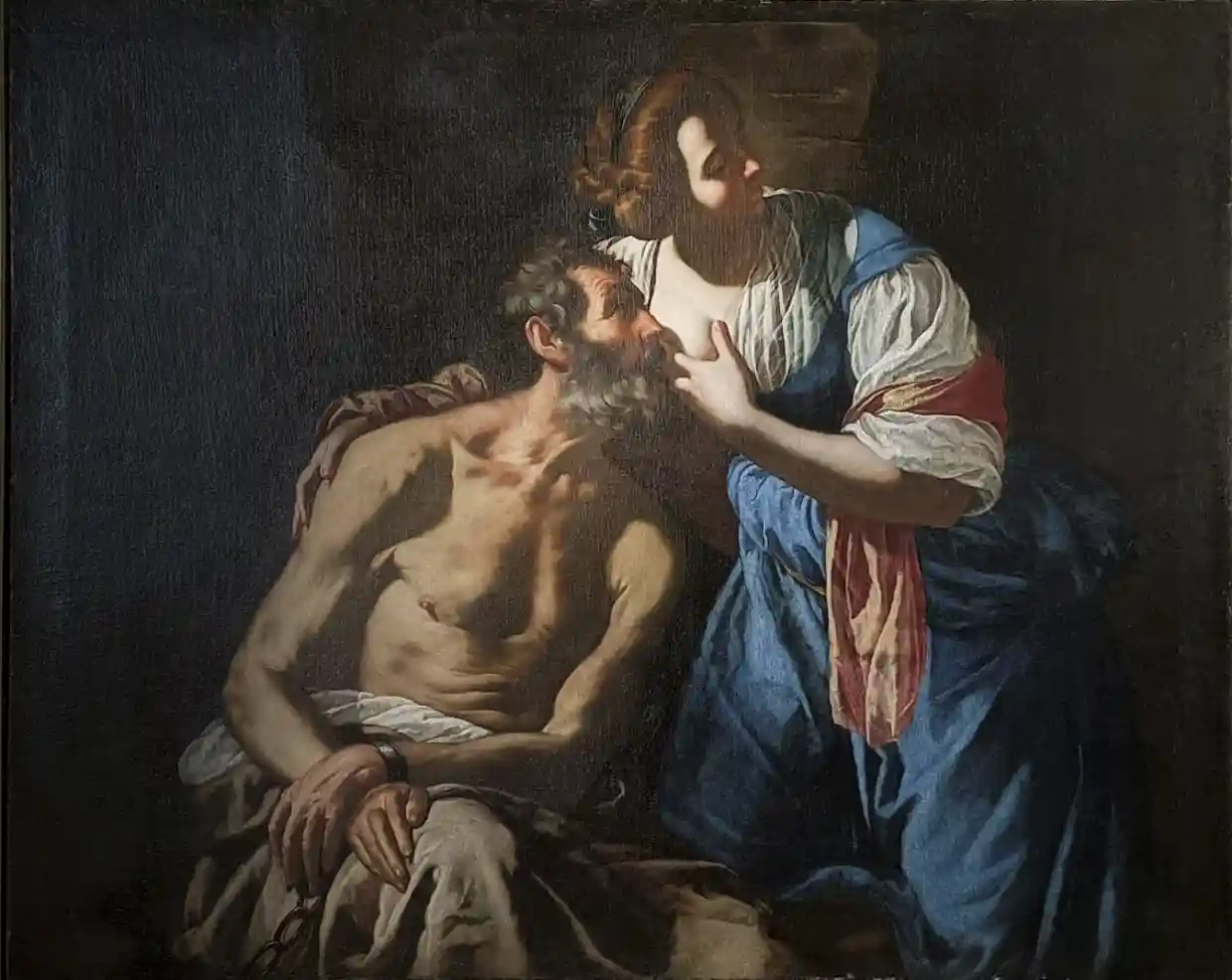
Caritas romana di Artemisia Gentileschi

Caritas Romana è un episodio narrato nel Factorum et dictorum memorabilium libri IX dello storico romano Valerio Massimo.

## Descrizione
Si tratta della storia esemplare di una donna, Pero, che allatta segretamente il padre, Cimone, dopo che lui è stato incarcerato e condannato a morte per fame. Lei viene scoperta da un secondino, ma il suo atto di generosità impressiona i funzionari responsabili che concedono il rilascio del padre, ed è rappresentato come un grande atto di pietas (generosità filiale) e onore romano. Una fonte del racconto può essere il mito etrusco di Uni che allatta Hercle adulto. La storia di Cimone è preceduta inoltre da un'altra quasi identica narrata da Plinio il Vecchio, di una donna plebea che viene incarcerata e allattata da sua figlia.

## Nell'arte
Il tema è stato rappresentato frequentemente nell'arte. Nel Medioevo, la storia viene tramandata da Boccaccio nel settantacinquesimo capitolo de De mulieribus claris, in cui Pero viene ricordata non per nome ma come una giovane romana (romana iuvencola).
Nel 1606/1607 Caravaggio rappresentò il motivo nella sua pala d’altare delle Sette opere di Misericordia, commissionata dalla confraternita del Pio Monte della Misericordia a Napoli. Per quanto riguarda la sua scelta iconografica, Caravaggio potrebbe essere stato ispirato dal suo predecessore Perin del Vaga, il cui affresco della Caritas romana potrebbe aver visto durante il suo soggiorno a Genova nel 1605.

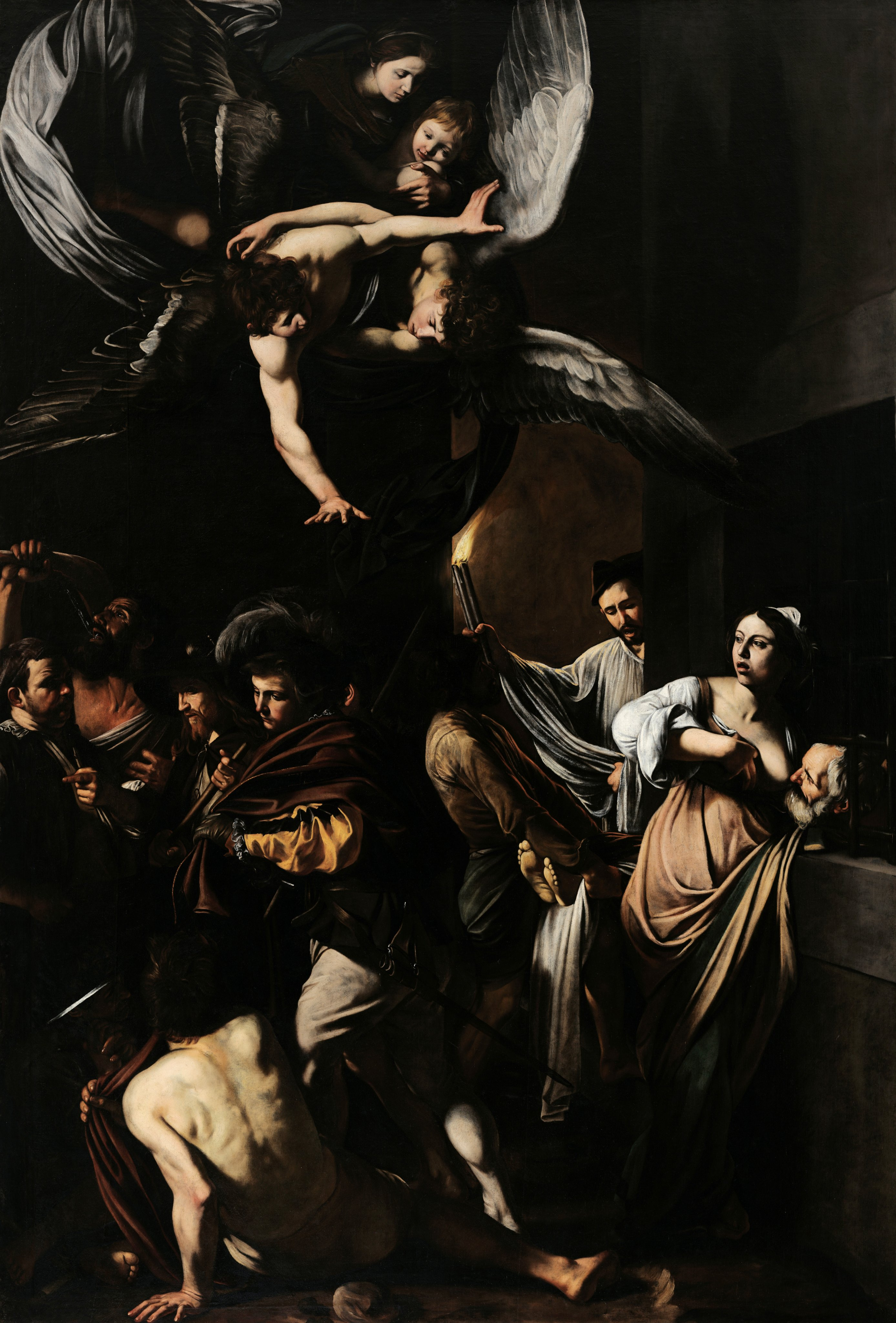
Caravaggio, Sette opere di Misericordia, 1606-1607. Olio su tela, 390 × 260 cm. Napoli, Pio Monte della Misericordia

## Galleria d'immagini

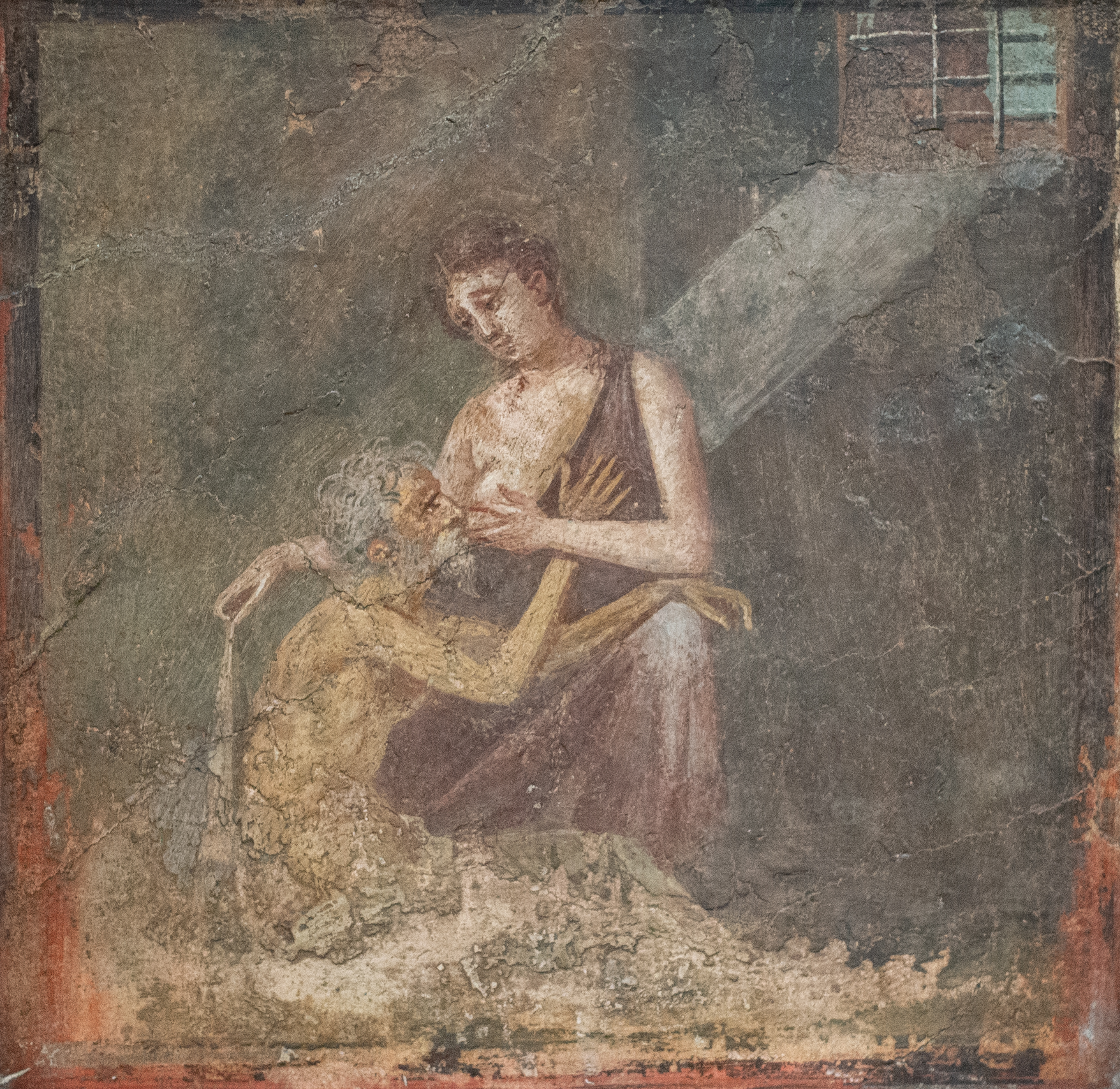
Affresco a Pompeii Artista anonimo 1º secolo A.C.
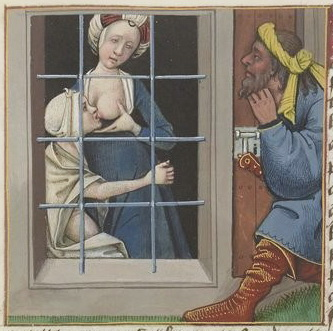
Una giovane romana Miniaturista anonimo (c. 1488-1492)
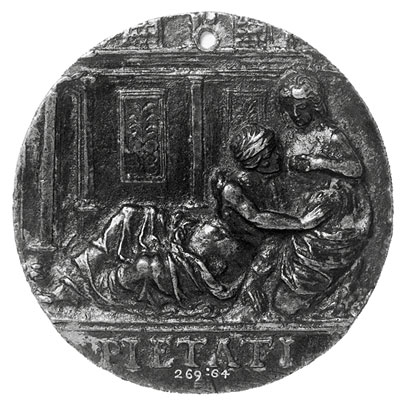
Carità romana Artista anonimo (c. 1500-1520)
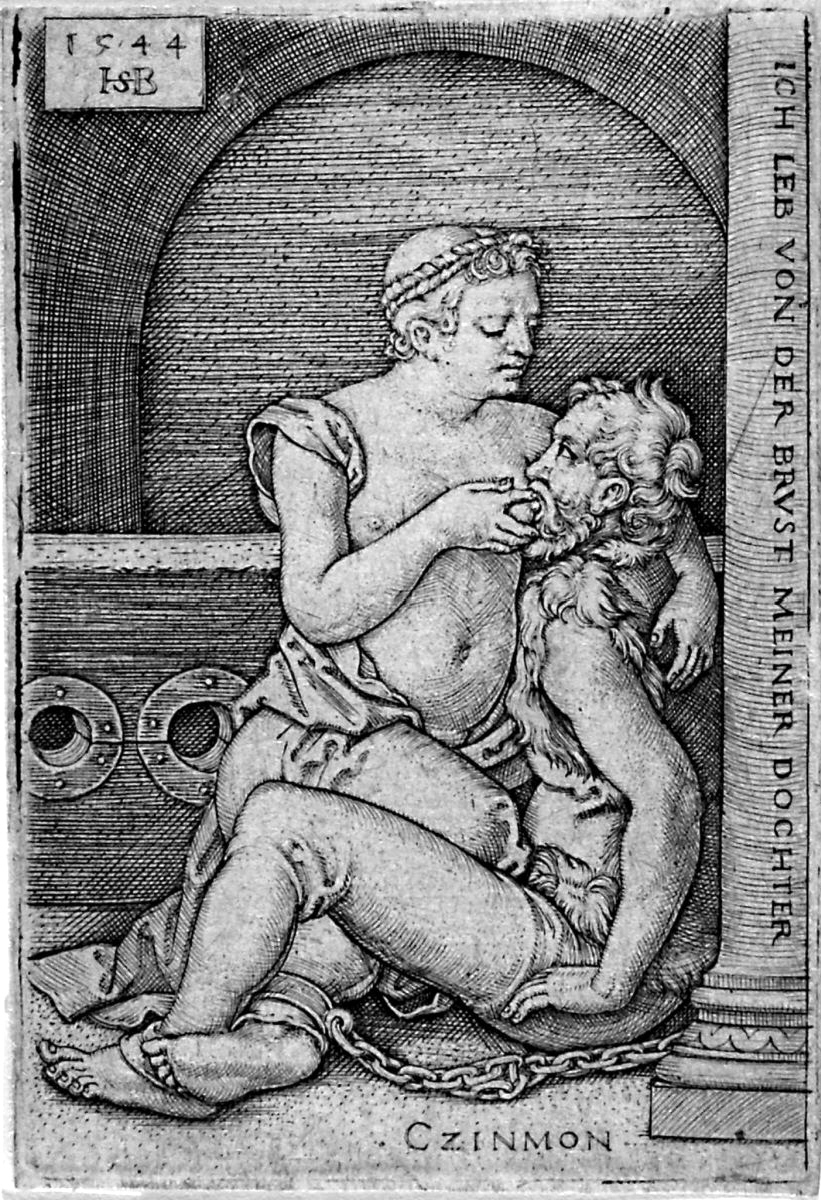
Cimone e Pero Hans Sebald Beham (1544)
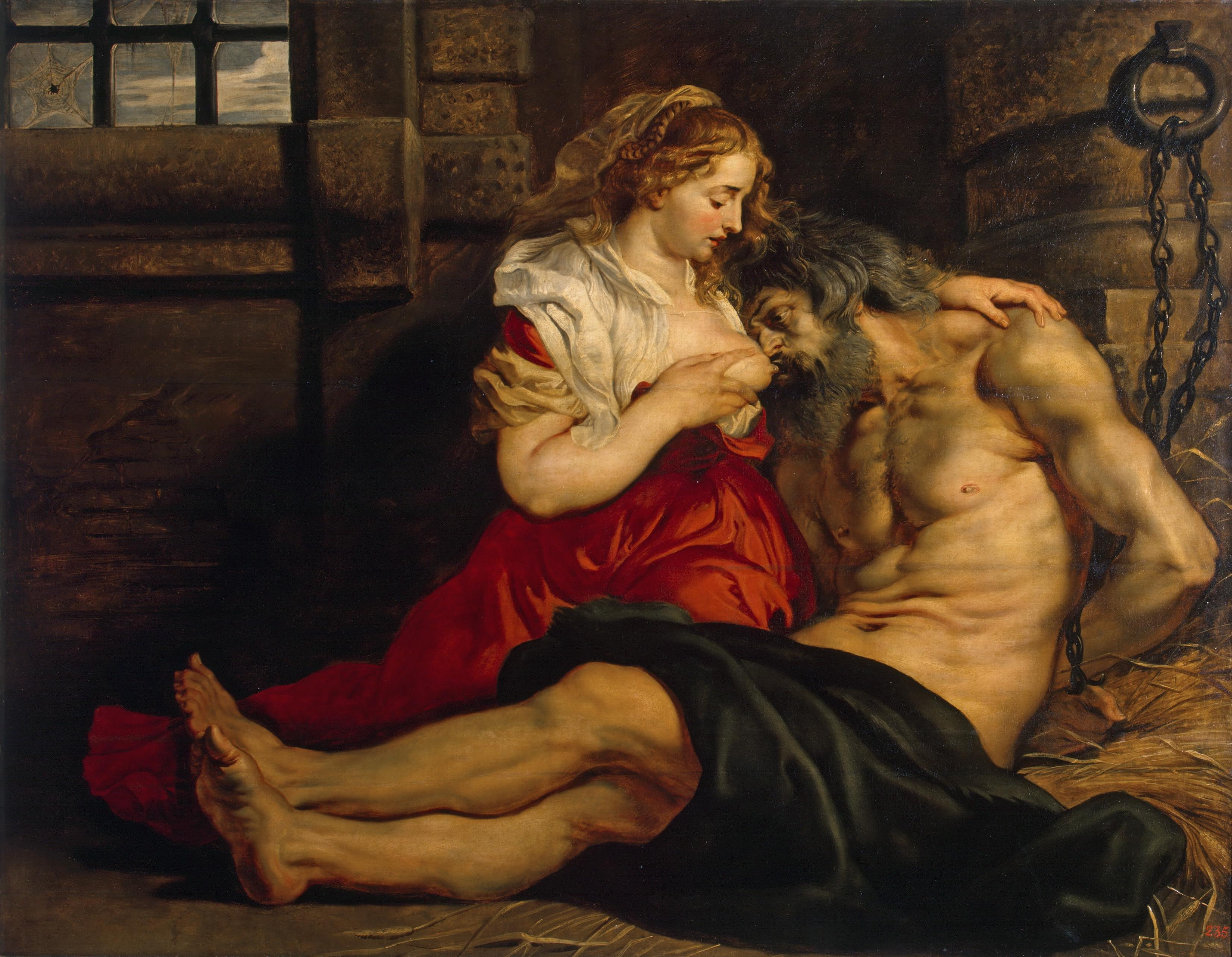
Carità romana Peter Paul Rubens (c. 1612)
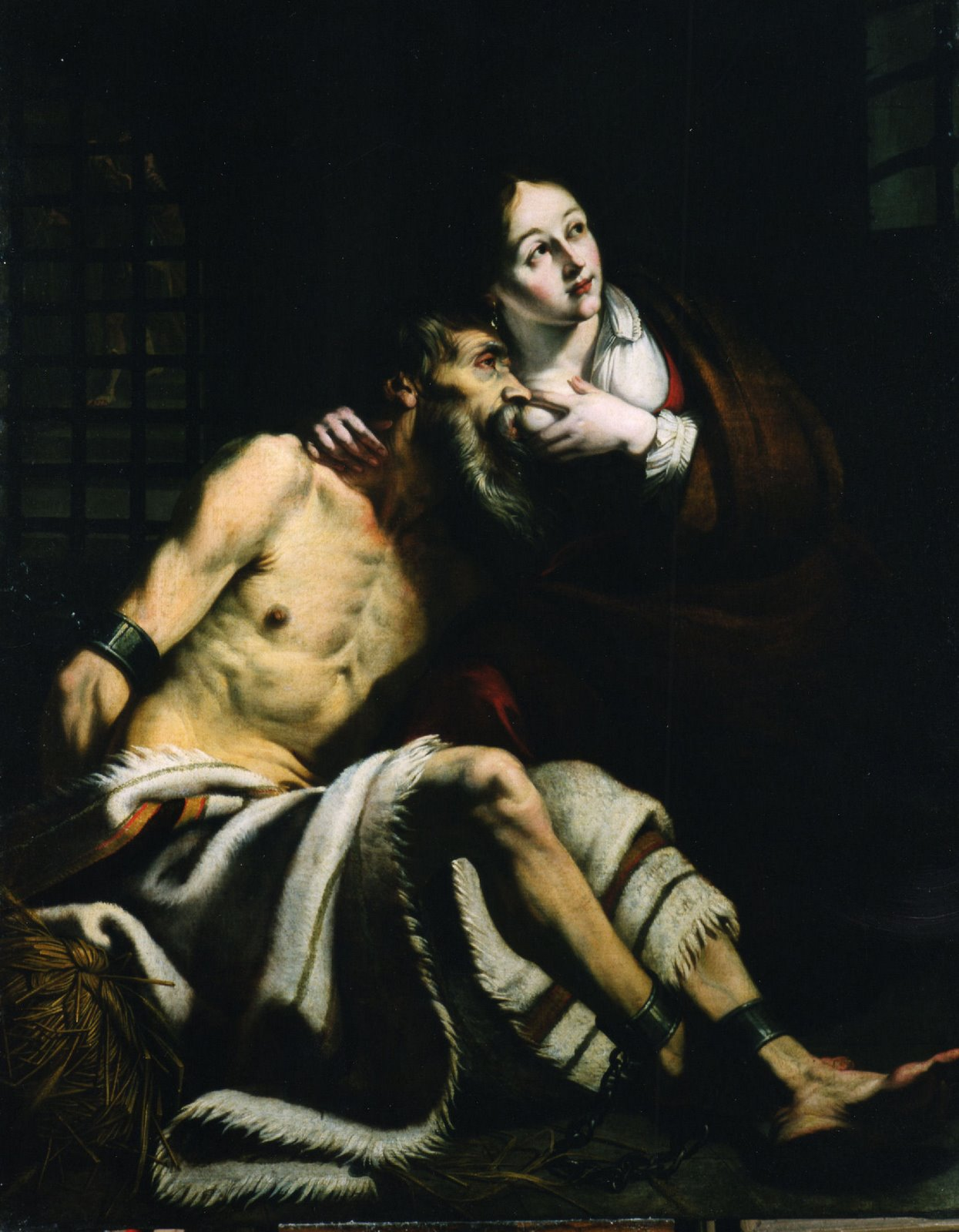
Caritas romana Jan Janssens (1620)
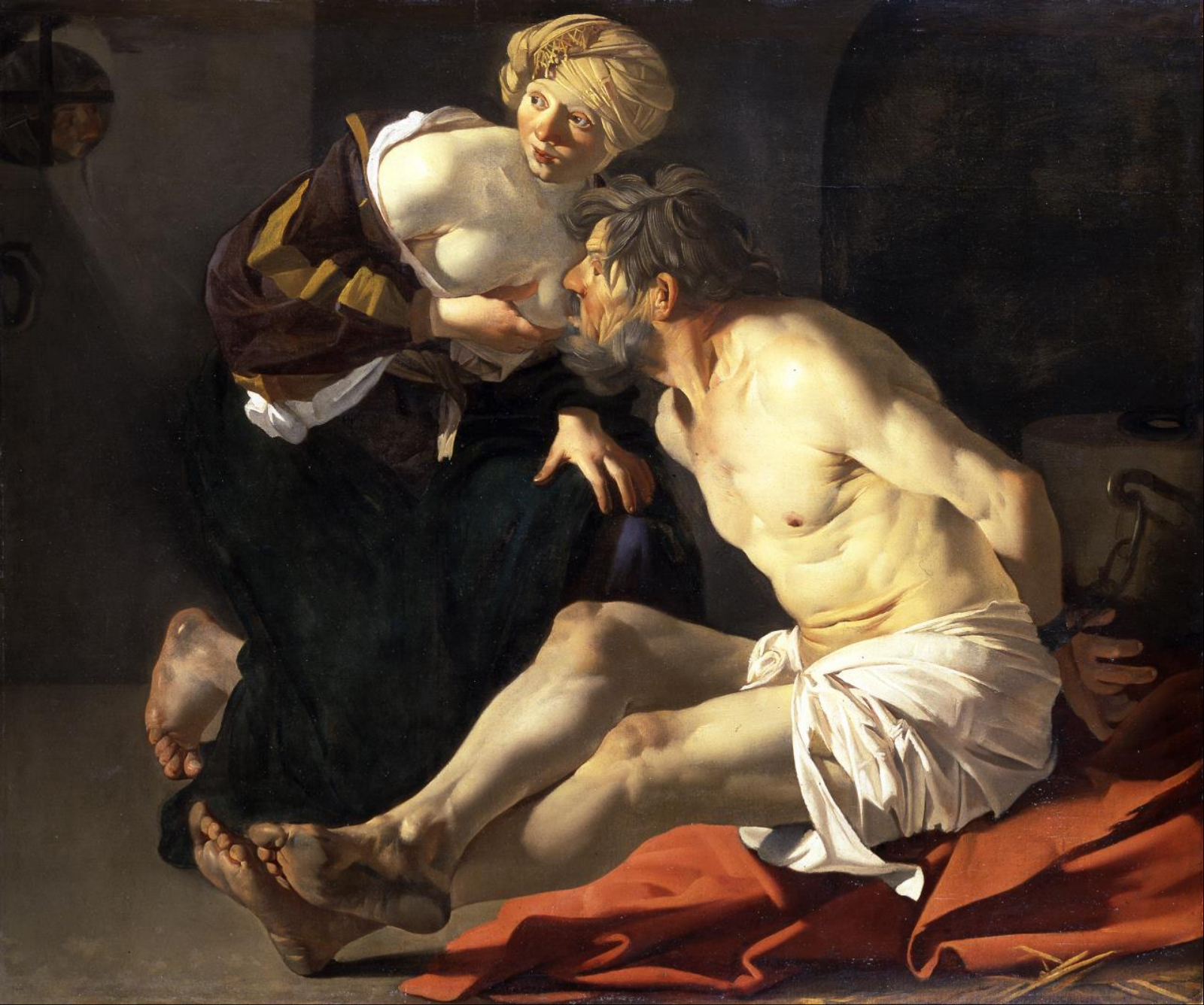
Carità romana Dirck Van Baburen (c. 1623)
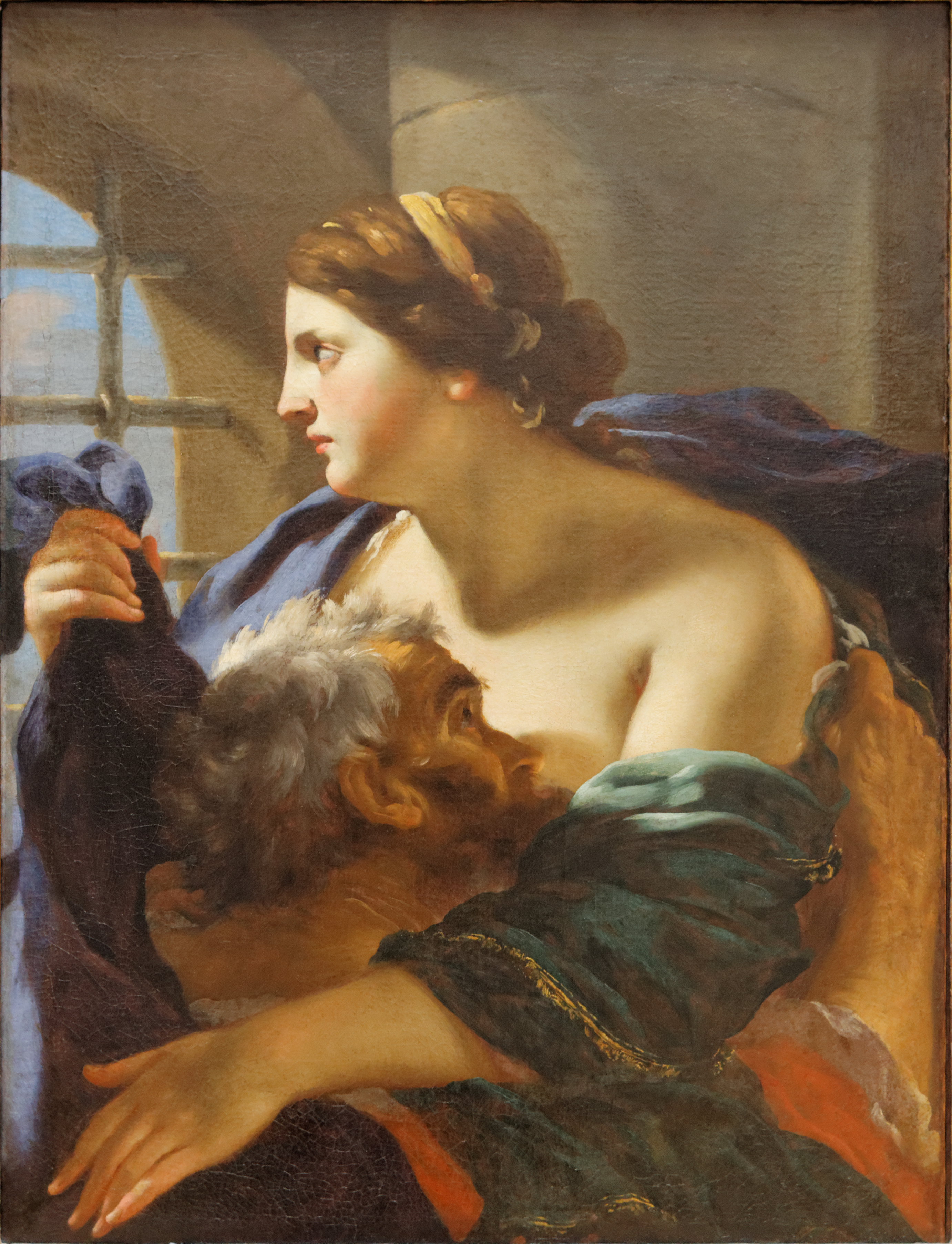
Cimone e Pero Charles Mellin (c. 1628)
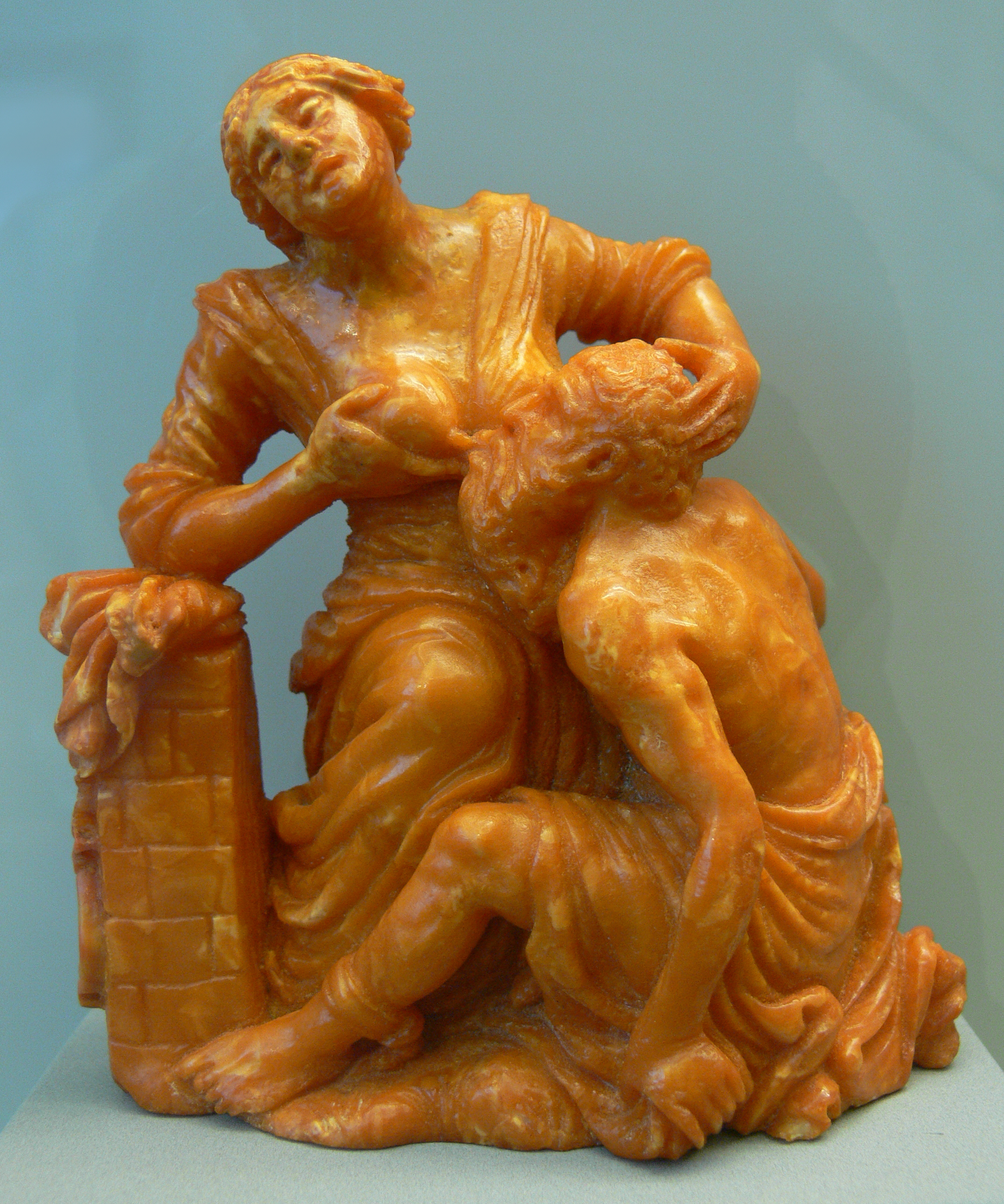
Cimone e Pero Christoph Maucher (1690)
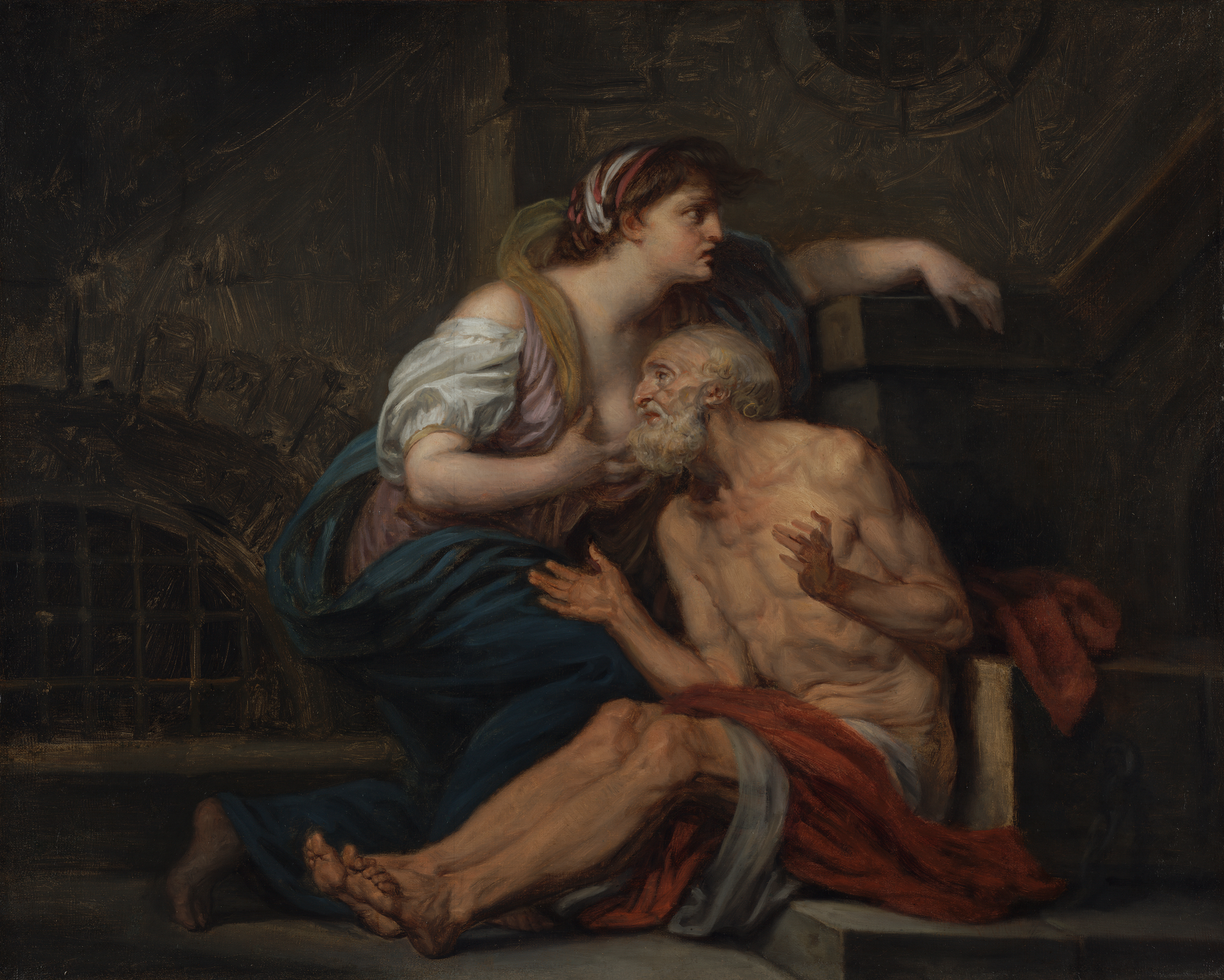
Carità romana Jean-Baptiste Greuze (c. 1767)
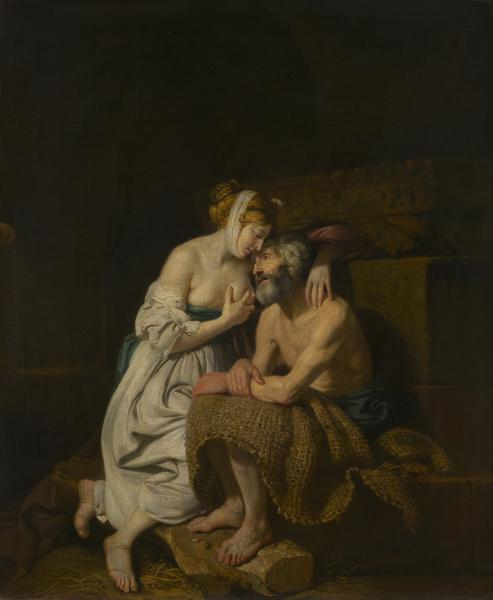
Carità romana Johann Zoffany (c. 1769)
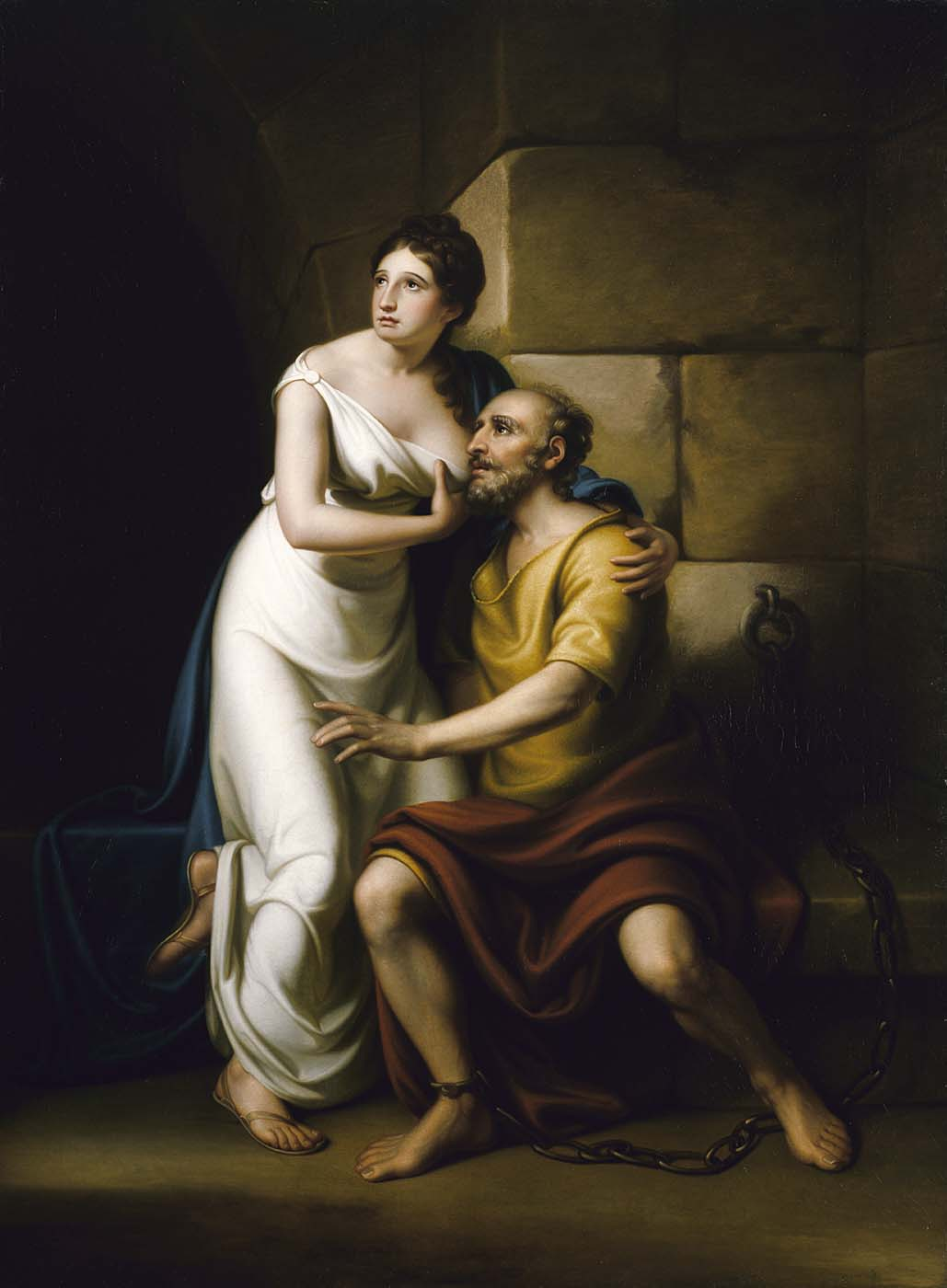
La figlia romana Rembrandt Peale (1811)
Carità romana Dipinto barocco di scuola italiana (17º secolo)